# Szlak kajakowy im. Michała Kajki

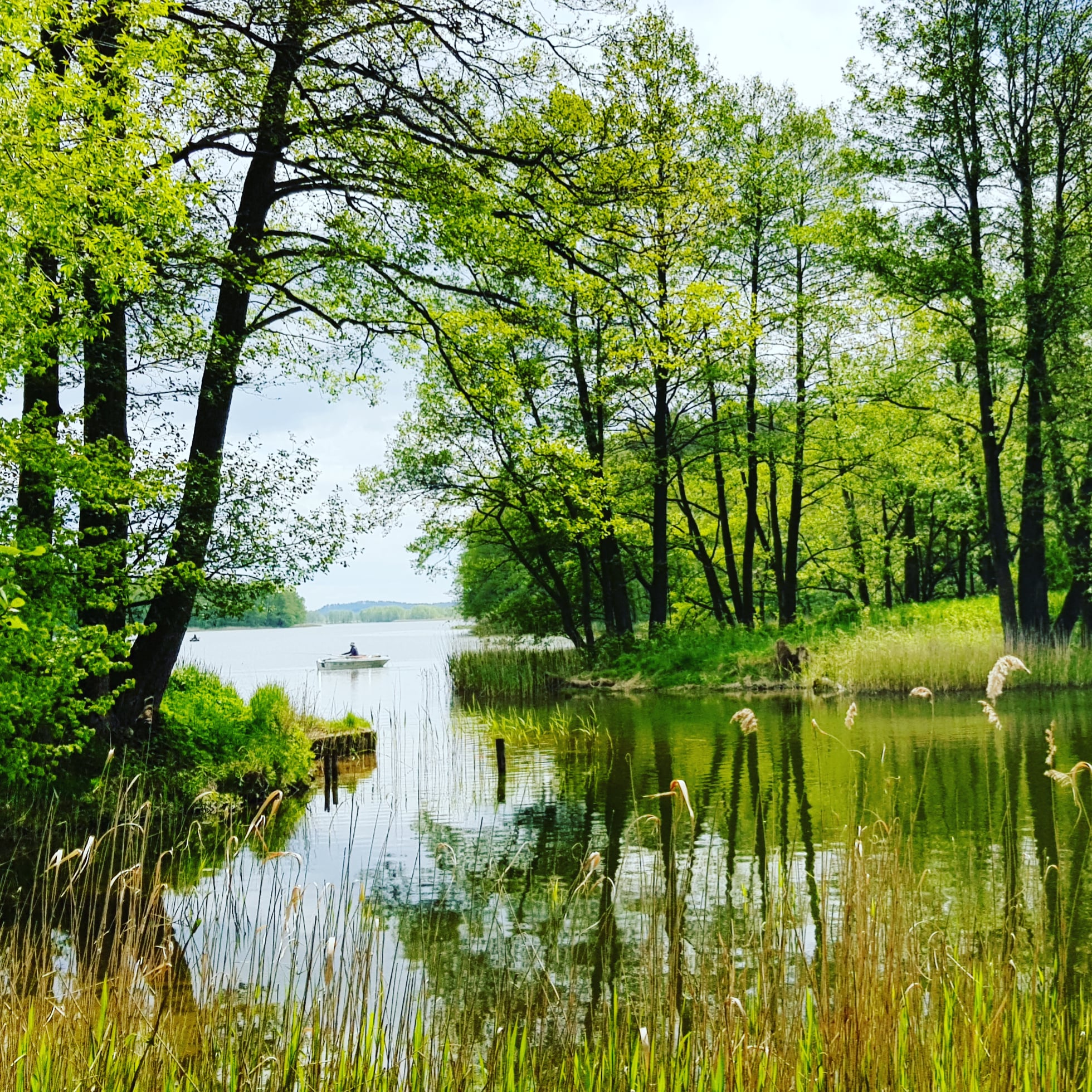
Jezioro Lipińskie w Klusach

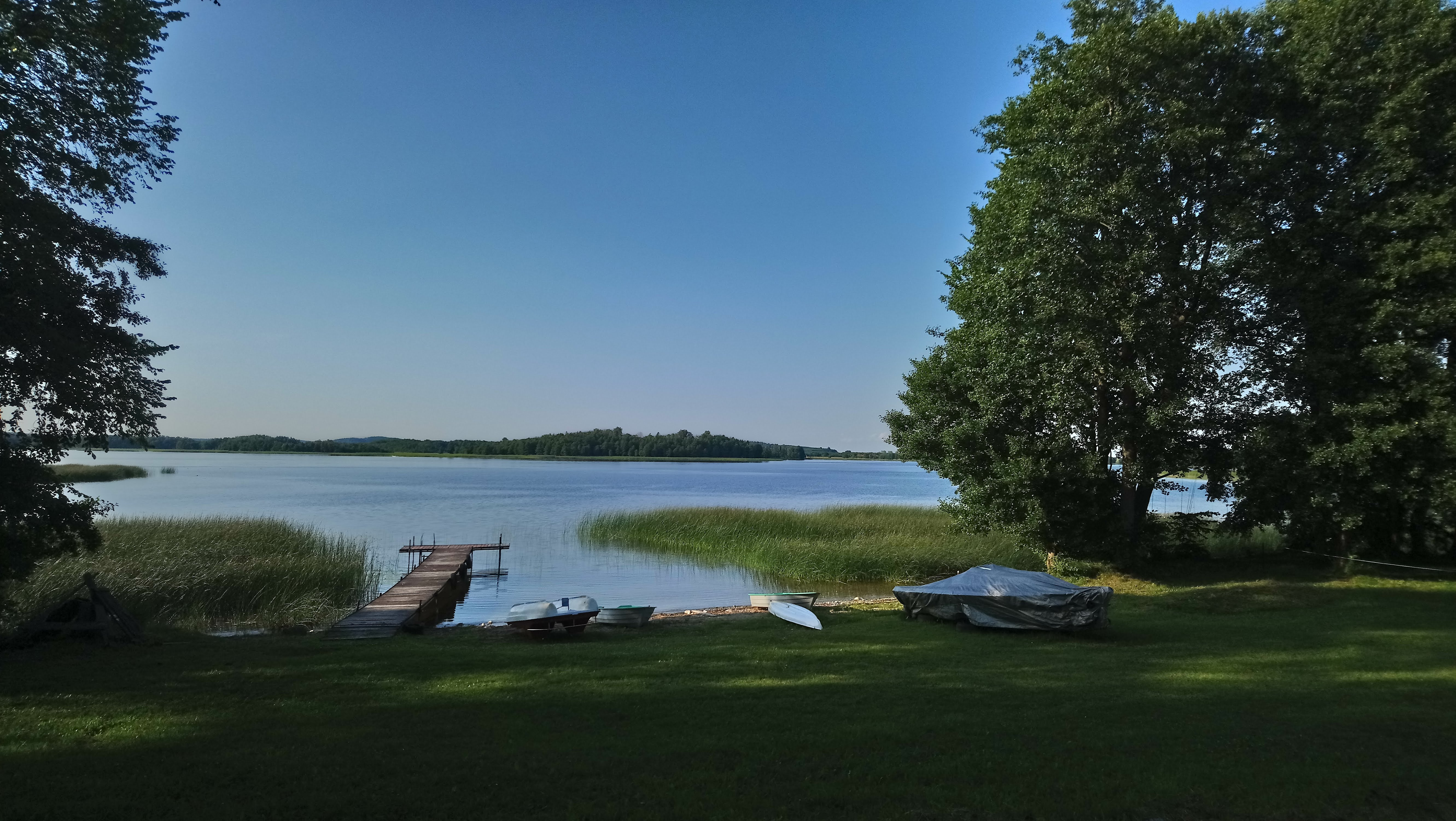
Jezioro Orzysz, widok ze Strzelnik

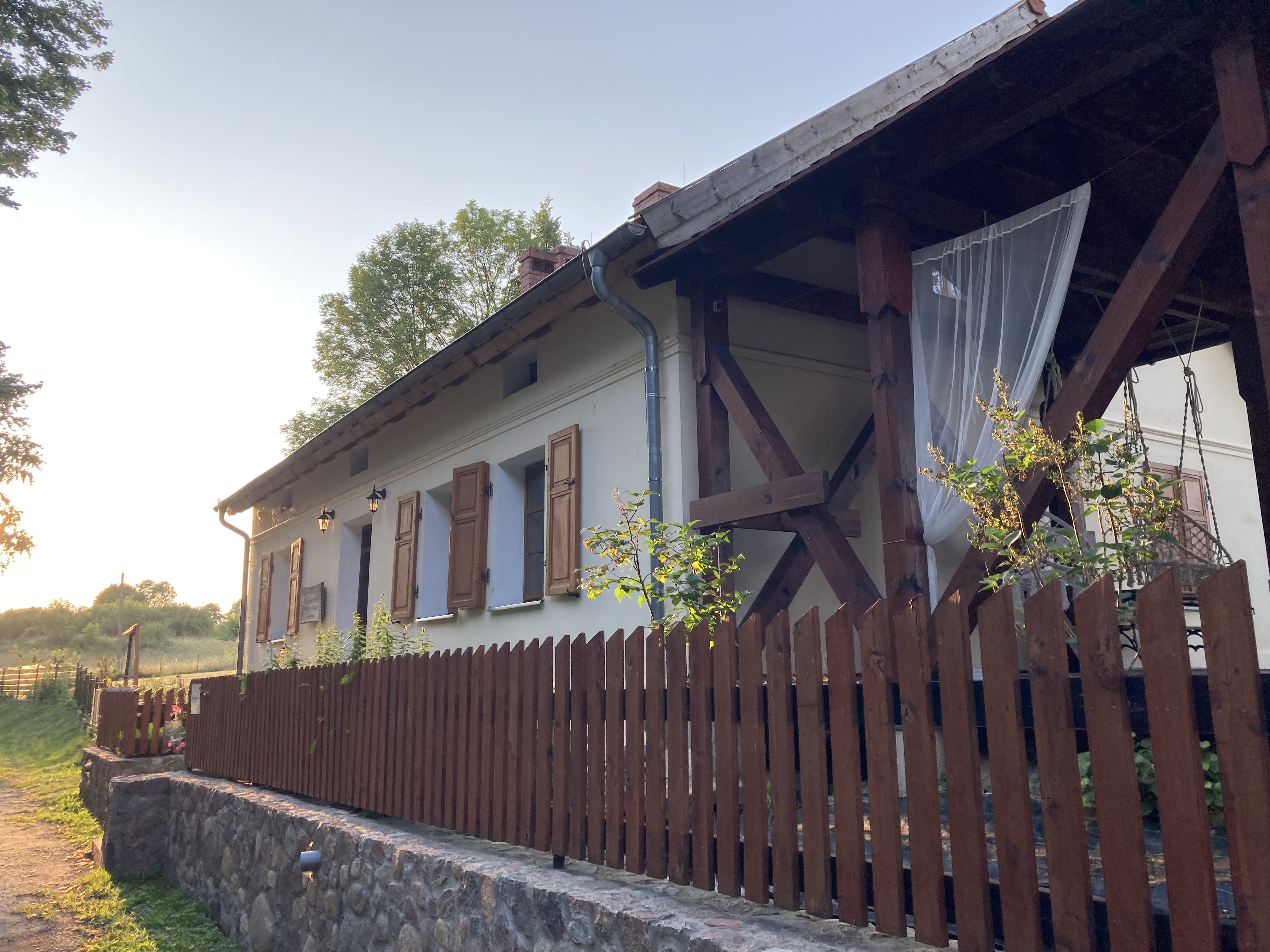
Muzeum Michała Kajki w Ogródku

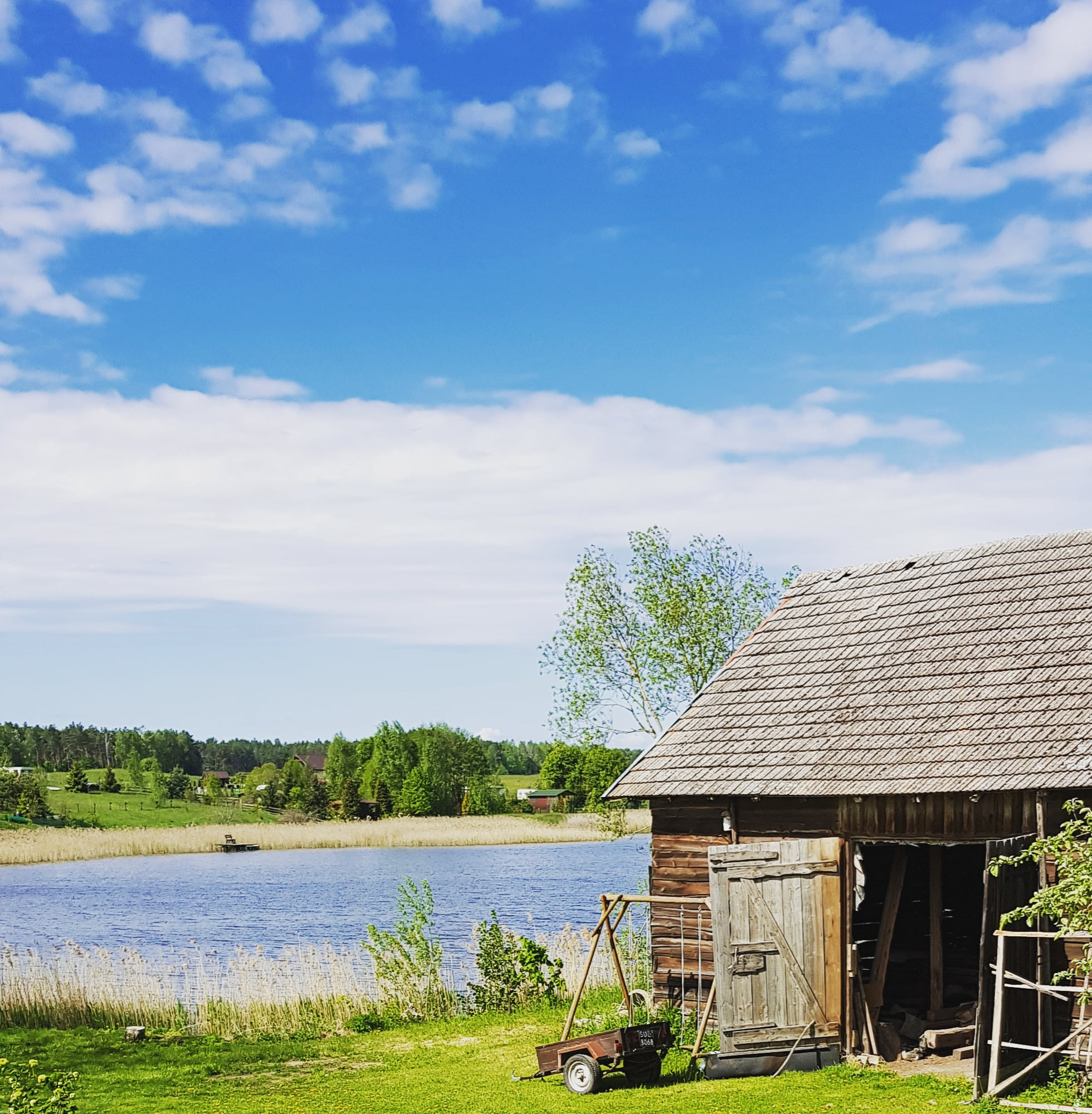
Jezioro Kraksztyn w Ogródku

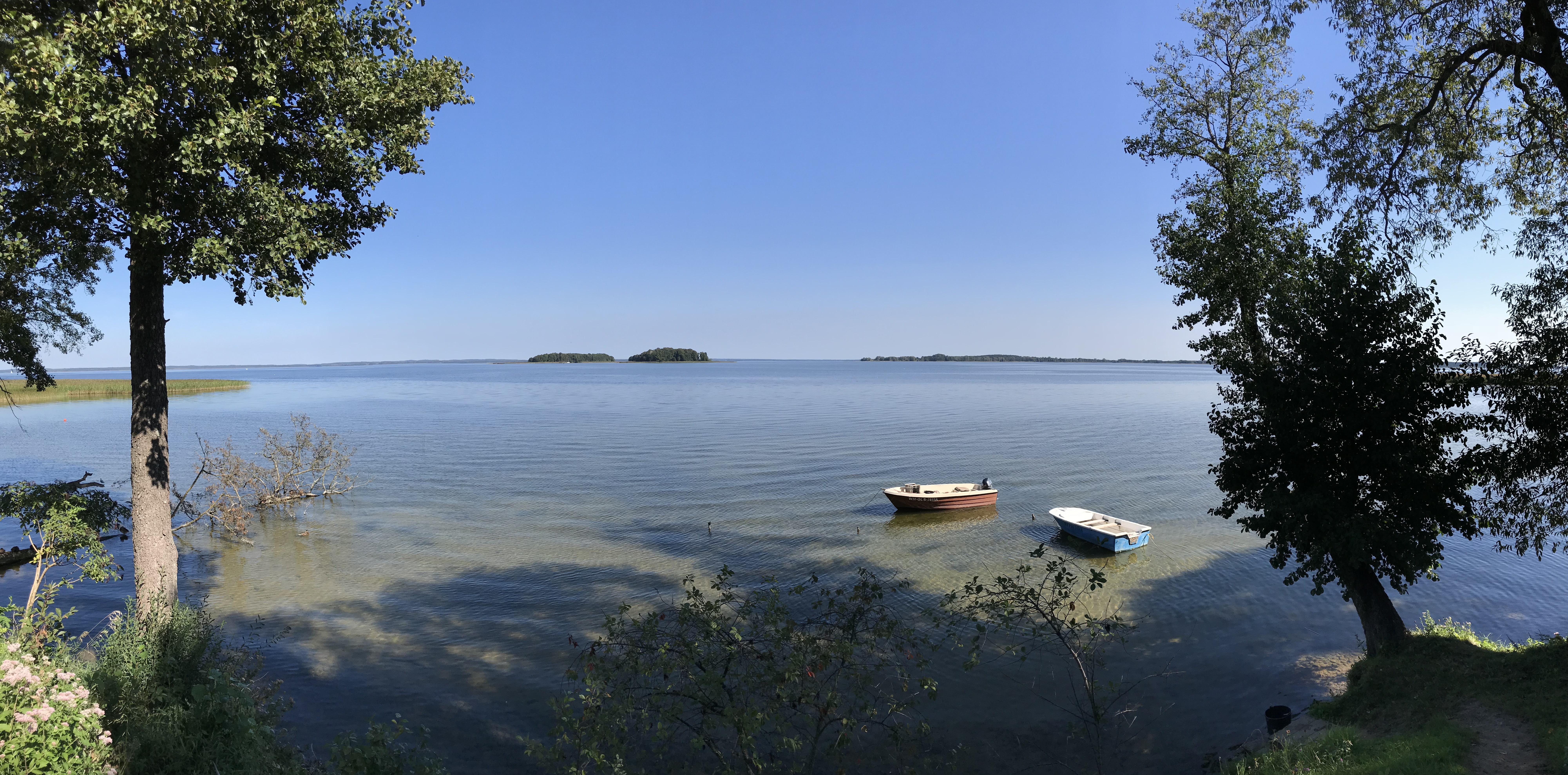
Jezioro Śniardwy, widok z Niedźwiedziego Rogu

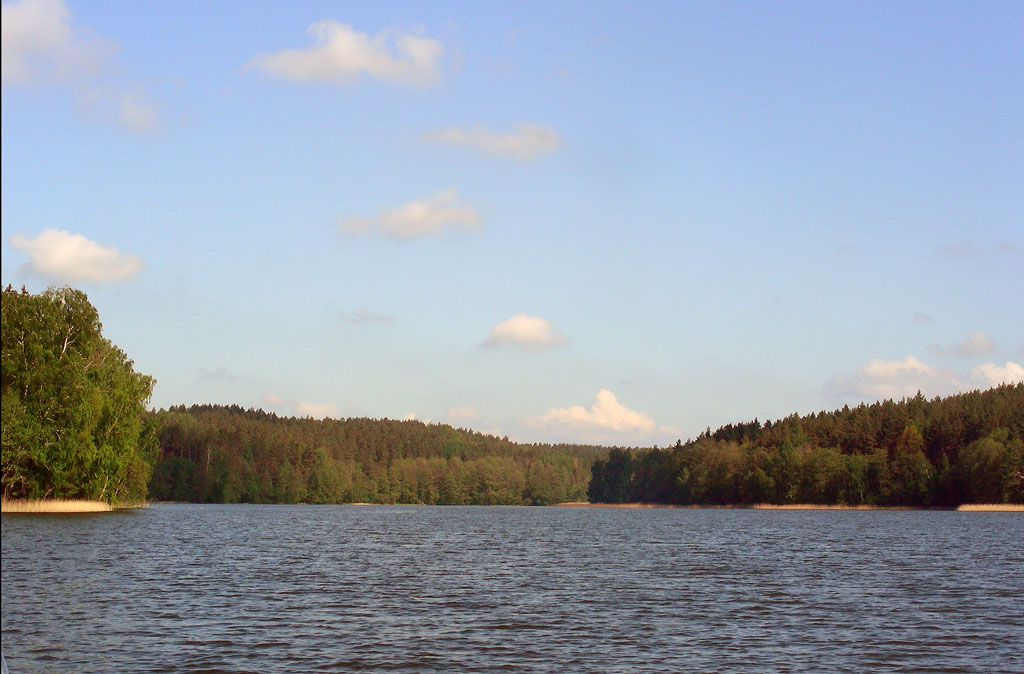
Jezioro Tyrkło

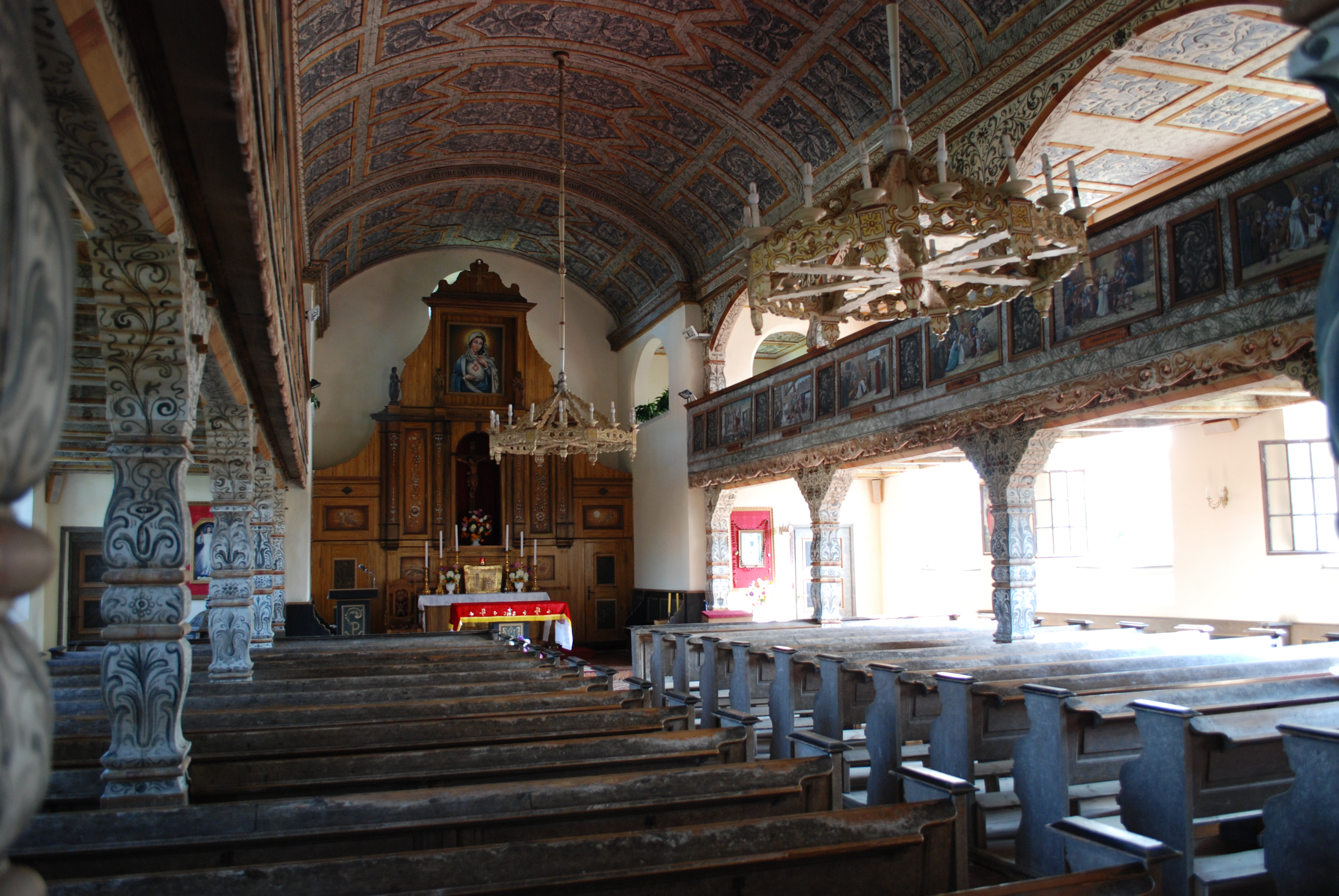
Wnętrze kościoła w Okartowie, Parafia pw. Niepokalanego Serca Najświętszej Marii Panny

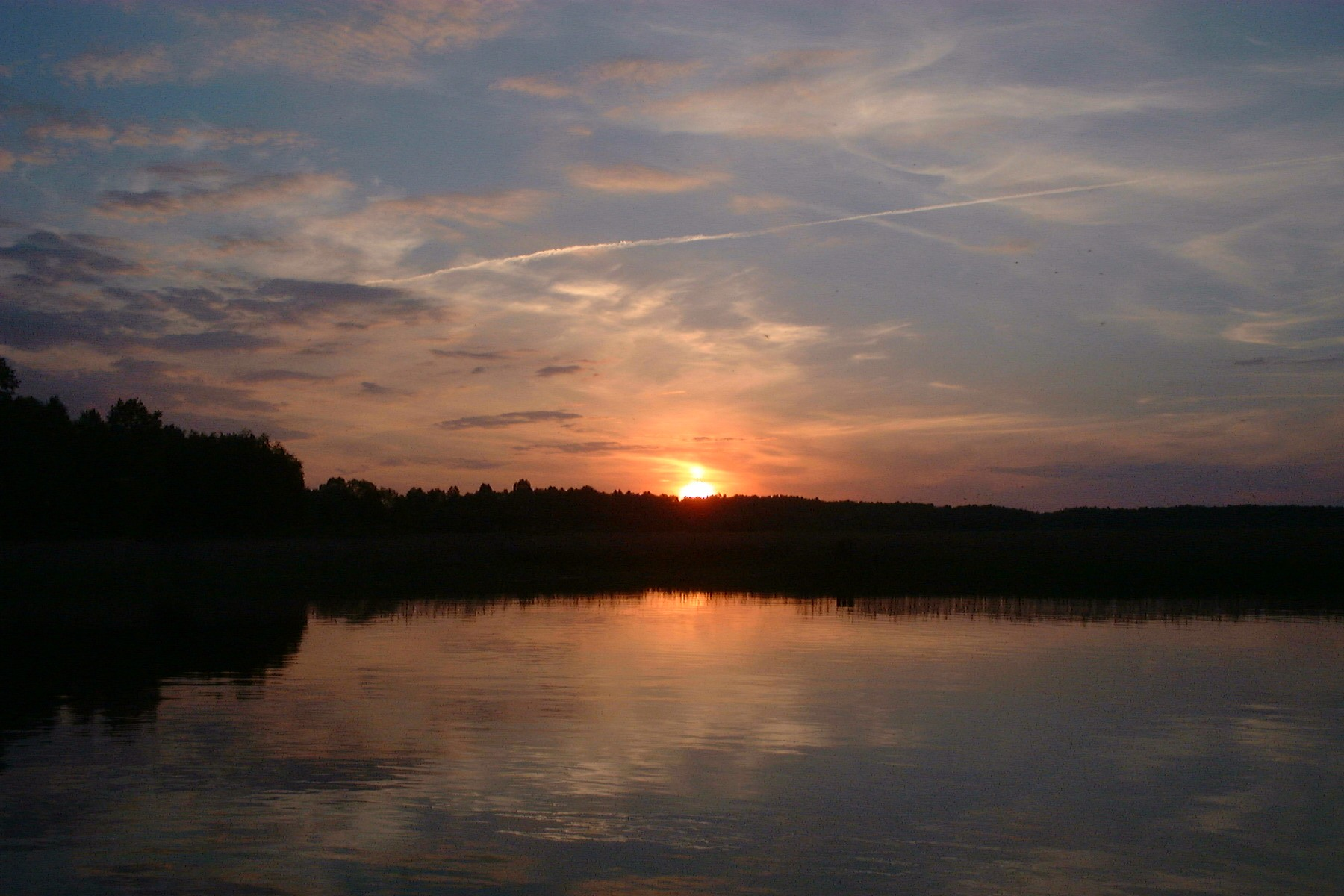
Jezioro Roś

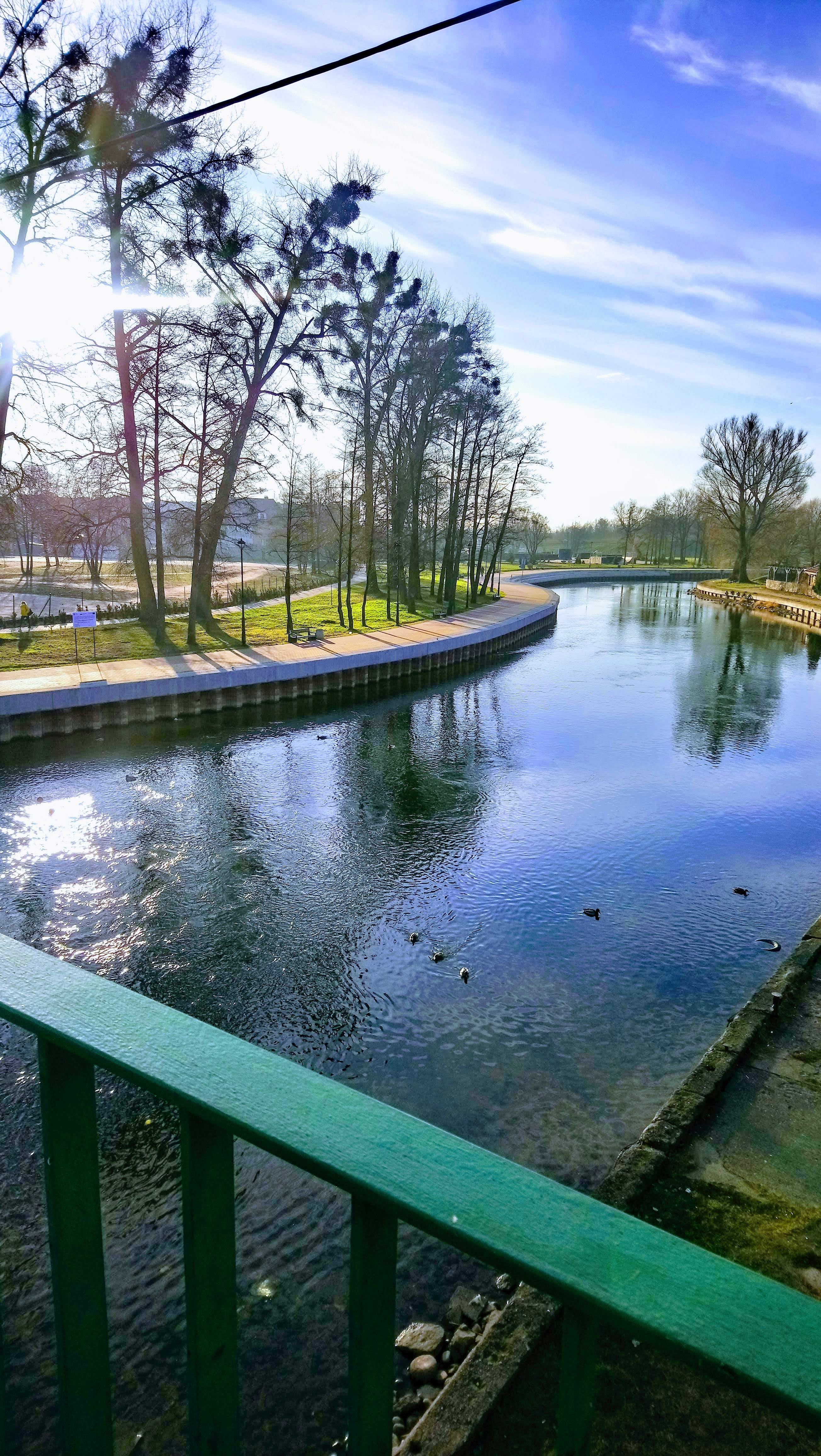
Rzeka Pisa, widok z mostu na ul. Wojska Polskiego w Piszu

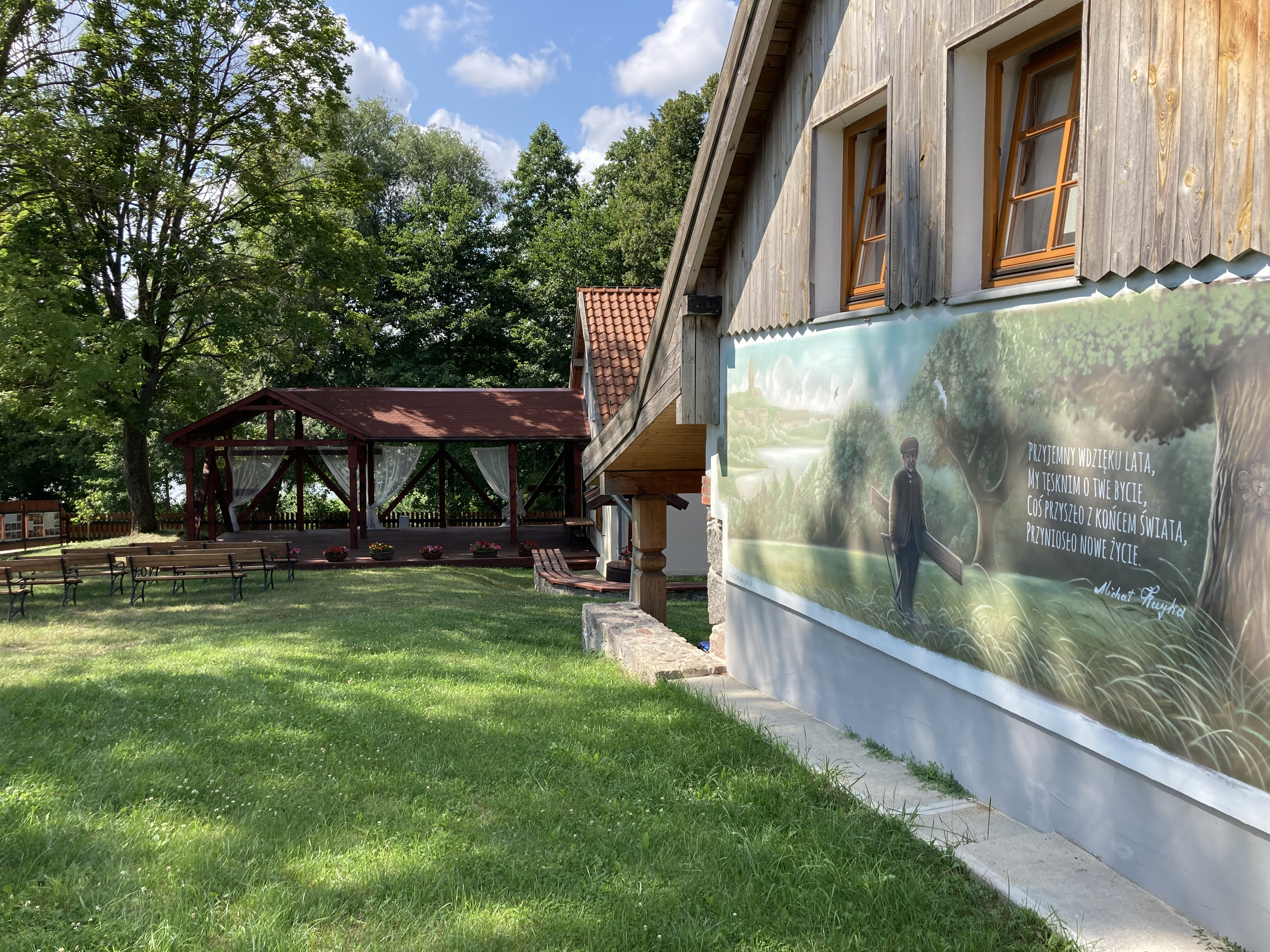
Mural upamiętniający Michała Kajkę – mazurskiego poetę ludowego, patrona szlaku kajakowego

Szlak kajakowy im. Michała Kajki (nazywany również Szlakiem Kajakowym Rzeki Orzyszy) – jest jednym z bardziej interesujących kajakowych szlaków mazurskich. Biegnie przez liczne jeziora mazurskie, nominowane przez fundację New7Wonders do siedmiu cudów świata.

## Opis szlaku
Szlak wiedzie od Jeziora Zdedy (w powiecie ełckim), przez trzy niewielkie jeziora porośnięte roślinnością (Jezioro Lipińskie, Jezioro Kraksztyn i Jezioro Rostki), duże Jezioro Orzysz, dalej rzekę Orzyszę. Następnie przez największe jezioro w Polsce – Jezioro Śniardwy. Kolejnym punktem szlaku jest najdłuższy na Mazurach XIX-wieczny Kanał Jegliński do Pisza.
Jest to jeden z bardziej malowniczych i rzadziej uczęszczanych szlaków. Stanowi atrakcyjne połączenie jezior położonych w samym sercu Krainy Wielkich Jezior Mazurskich: Orzysz, Tyrkło i Śniardwy.
Szlak nosi imię Michała Kajki, który w swojej twórczości podkreślał wyjątkowość ziemi mazurskiej i piękno jej przyrody. W swoich utworach wskazywał na konieczność zachowania porządku na ziemi, któremu zagrażają zdobycze technologiczne i kulturowe, wprowadzane w Prusach przez Niemców, którzy zainicjowali proces unowocześniania Mazur i Warmii w XIX wieku.
Szlak liczy 58,4 km i należy do łatwych, z wyjątkiem pokonania wymagającego Jeziora Śniardwy. Dużą zaletą trasy są walory przyrodnicze: lasy, w tym głównie łęgi ze starodrzewiem, bogata roślinność wodna, liczne zwierzęta wodne, rzadkie ptaki przelatujące nad polami i w lasach. Szlak wiedzie w sąsiedztwie wzniesień, które w czasach prehistorycznych pełniły funkcję grodzisk, a potem umocnień w czasie I i II wojny światowej. Kanały i cieki wodne łączące jeziora bywają miejscami dość płytkie i w suche lata zarastają szuwarami, stając się trudne do przeprawy.
W ostatnich latach trwają zabiegi zmierzające do udrożnienia szlaku, polegające na usuwaniu trzcin z newralgicznych miejsc na trasie spływu.

## Kluczowe punkty na szlaku
Jezioro Zdedy – rezerwat przyrody (od 2003 r.). Każdy spływ po tym jeziorze wymaga zgody Regionalnego Dyrektora Ochrony Środowiska w Olsztynie. W sąsiedztwie jezior występują obszary leśne z licznymi zabagnieniami oraz rzadkimi chronionymi gatunkami roślin i zwierząt. Najcenniejszymi zbiorowiskami są zbiorowiska mechowiskowe na kredzie jeziornej, na których wykształciła się żyzna młaka niskich turzyc Davalla, znaleźć tu można turzycę dwupienną i żółtą, storczyk kruszczyk błotny i rzadką bylinę dziewięciornik błotny.
Jezioro Lipińskie – jezioro eutroficzne, o powierzchni 272,1 ha, łukowato zagięte o długości 5,5 km. Nazwa jeziora pochodzi od nieistniejącej już wsi Lipińskie w części południowej, bądź współcześnie przypisywana jest do leżącej na północy wsi Klusy. Przy gliniastych brzegach korzenie drzew rosnących przy linii jeziora są najczęściej odkryte przez falowanie. Gniazdują tutaj gatunki związane ze środowiskiem wodnym – bielik i kania czarna.
Klusy – niewielka wieś położona na przesmyku między jeziorami: Lipińskie, Kraksztyn i Druglin Duży.
Jezioro Kraksztyn – leży na wschód od Orzysza, między wioskami Ogródek i Klusy. Połączone jest wąskim przesmykiem z Jeziorem Lipińskim. Na ogół jest płytkie, bowiem średnia głębokość wynosi zaledwie 2,8 m. Maksymalna głębokość wynosi 8,4 m. Z jeziora można niewielkim ciekiem dostać się do Jezior Druglin Duży, którędy biegnie alternatywna droga „Szlaku im. Michała Kajki” wiodąca z Ełku. Z północnej części Jeziora Kraktszyn wypływa struga do Jeziora Kaleń.
Muzeum Michała Kajki – znajduje się na początku wsi Ogródek, na północnym brzegu Jeziora Kraksztyn. W muzeum można zwiedzić wystawę poświęconą życiu i twórczości Michała Kajki oraz społeczności mazurskiej. W latach 2013–2019 r. budynek muzeum i zabudowania gospodarcze przeszły gruntowny remont.
Ogródek – wieś przylegająca do Jeziora Kraksztyn. W miejscowości znajdują się stanowiska archeologiczne z epoki kamienia. Ogródek liczy obecnie ok. 200 mieszkańców i znajduje się tu budynek po dawnej szkole z lat 20. XX wieku, remiza strażacka. Na południowy zachód od wsi wznosi się Dziadowska Góra (Dziaduszka) 151 m n.p.m.
Jezioro Kaleńskie – jezioro o powierzchni 7,53 ha. Jego maksymalna głębokość wynosi tylko 2,6 m, a średnie tylko 1,6 m.
Jezioro Rostki – położone obok wsi Rostki Skomackie, o powierzchni ok. 65,05 ha,  jego kształt jest silnie wydłużony. Jego długość wynosi 2600 m, a szerokość 550 m. Jezioro jest jego maksymalna głębokość wynosi 20,1 m, przy głębokości średniej – 4,7 m.
Rostki Skomackie – wieś położona nad Jeziorem Rostki, 2 km od drogi Orzysz-Ełk.
Czarcia Struga – ciek wodny prowadzący z Jeziora Rostki prosto do Jeziora Orzysz, wzdłuż brzegów którego rosną szpalery drzew.
Kamieńskie – wieś założona została w 1524 r. nad Jeziorem Orzysz.
Jezioro Orzysz – jezioro o urozmaiconej linii brzegowej o powierzchni 1070 ha, zróżnicowanej głębokości (średnia 6,6 m; maksymalna – 36,0 m). Na jeziorze zlokalizowane jest 10 wysp o łącznej powierzchni 73,8 ha, m.in. wyspa Róż zwana tez Różany Ostrów (50 ha), Wysoki Ostrów (12 ha), Lasek (7 ha), Czykietówka, Wyspa Miłości. Do jeziora wpada Rzeźnicka Struga i Czartowska (Czarcia) Struga, a wypływa Orzysza. W latach 1861–1867 przeprowadzono w okolicy Orzysza na wielką skalę prace melioracyjne (m.in. wykopano kanał Orzysz). W efekcie poziom jeziora obniżył się o 2,3 m. Wówczas też osuszono też Jeziora Czarne i Tulewo – w rejonie przylądka Ostrów odkryto ślady osady nawodnej Galindów. Trzy kilometry na północno-wschodnim brzegu Jeziora Orzysz znajduje się wieś Skomack Wielki, w której 27 września 1858 r. urodził się Michał Kajka. W 1864 r. rozpoczął naukę w tamtejszej szkole elementarnej. Od 1868 r. naukę kontynuował w szkole jednoklasowej w Rostkach Skomackich.
Wyspa Róż – największa z wysp Jeziora Orzysz – o powierzchni około 50 ha.
Jezioro Wierzbińskie – położone jest między Orzyszem a Wierzbinami. Jego powierzchnia wynosi 104,4 ha, przy głębokości: średniej – 4,8 m i maksymalnej – 18,1 m. Posiada wydłużony kształt i jest oddzielone od jeziora Orzysz półwyspem Ameryka. Zlokalizowana była tam duża restauracja „WiesssHaus” i spory budynek klubu wioślarskiego.
Kanał Orzysz – w 1863 r. przeprowadzono prace hydrotechniczne, poszerzono naturalny ciek, zlikwidowano młyn w Orzyszu, przekopując Kanał Orzyski. Płynąc przez Orzysz mija się kilka mostów o różnej konstrukcji oraz szpaler starych lip rosnących wzdłuż linii brzegowej. Przed budynkiem ośrodka zdrowia (będącym dawnym lazaretem z okresu I wojny światowej) – do kanału wpływa właściwa rzeka – Orzysza. Przed wykonaniem prac melioracyjnych w latach 1861–1867, rzeka w tym miejscu miała odwrotny bieg niż obecnie.
Muzeum Wojska, Wojskowości i Ziemi Orzyskiej – znajduje się przed dwoma stalowymi mostami, z których pierwszy stanowi część ruchliwej trasy 16, a drugi jest przeprawa kolejową. Celem placówki jest upowszechnianie i pielęgnowanie historii Orzysza, leżącego nieopodal wielkiego poligonu wojskowego. Muzeum mieści w kamienicy z początku XX w.
Mikosze – wieś założona w 1468 r.
Grzegorze – niewielka osada, położona wśród łąk. W lutym 1361 r. oddział litewski pod dowództwem Kiejstuta i Olgierda podczas przeprawy przez Orzyszę pod Grzegorzami został rozbity przez załogę krzyżacką zamku w Okartowie. Miejsce to potem nazwano Brodem Kiejstutowym.
Jezioro Tyrkło – jezioro eutroficzne, typu rynnowego, o długości 5 km i głębokości maksymalnej 29,2 m. W okresie wczesnośredniowiecznym znajdowała się granica pomiędzy terenami plemion Galindów a Jaćwingów (zachowały się ślady grodzisk i strażnic). W czasach krzyżackich powstał w Okartowie, nad brzegiem jeziora, niewielki zamek. Przez jezioro przepływa rzeka Orzysza, uchodząca do Jeziora Śniardwy.
Okartowo – miejscowość położna na przesmyku między Jeziorami Śniardwy i Tyrkło. To zdecydowało o powstaniu w tym miejscu osad pogańskich Prusów. Następnie w XII wieku Krzyżacy wznieśli w Okartowie zamek obronny. W tym miejscu przetrzymywano w 1361 r. wielkiego wodza litewskiego Kiejstuta-Patryka. W miejscu zamku zbudowano kościół pod wezwaniem św. Bartłomieja, który gruntownie przebudowany istnieje do dziś. Kościół to świątynia murowana z cegły na rzucie prostokąta bez wydzielonego prezbiterium. Całe wnętrze stanowi bogata i ciekawa polichromia roślinno-geometryczna i symboliczna, wkomponowana w prostokątne płytki malarskie.
Nowe Guty nad Jeziorem Śniardwy – wieś usytuowana jest na wysokim brzegu jeziora, ciągnie się na przestrzeni 2 km.
Szeroki Ostrów – jest największa wyspą na Jeziorze Śniardwy i największą śródlądową wyspą w Polsce. Strome brzegi są wyniesione do 10 metrów ponad poziom wody w jeziorze o powierzchni 100 ha.
Czarci Ostrów – był miejscem kultowym i grzebalnym pruskiego plemienia Galindów. Fryderyk II po rozbiorze Polski, planując zablokowanie wymiany towarów z południa do Bałtyku, wzniósł na szlakach wodnych nowe fortyfikacje m.in. Fort Lyck na Czarcim Ostrowiu.
Kanał Jegliński – najdłuższy kanał na Mazurach (5,2 km), połączenie Jeziora Roś z Jeziorem Śniardwy (Seksty).
Jezioro Roś – zwane niegdyś Warszawskim, jest też największym zbiornikiem tego typu w Polsce o powierzchni 1888 ha, składa się z trzech rynien połączonych zakolami. Łączna długość wszystkich rynien wynosi 25 km. Jest ono stosunkowo głębokie, maksymalna głębokość 31,8 m, jednak w większości nie przekracza 15 m.
Pisa – jest rzeką łączącą Wielkie Jeziora Mazurskie z Narwią i dalej z Wisłą, a swój początek bierze w Jeziorze Roś. Pisa na całej długości wynoszącej prawie 87 km jest szlakiem żeglugowym. Szerokość rzeki wynosi około 20 m przy wypływie z Jeziora Roś do ponad 30 m przy ujściu do Narwi.
Park Miejski w Piszu, pomnik Melchiora Wańkowicza – w kwietniu 2011 roku, przypadającym w 75. rocznicę wydania powieści reportażowej „Na tropach Smętka”, piscy radni podjęli decyzję o ufundowaniu pierwszego w Polsce pomnika Melchiora Wańkowicza. Monument składa się z dwóch części, ulokowanych po obu stronach rzeki Pisy. Na jednym brzegu znajduje się mierzące 2,5 metra wysokości przedstawienie Melchiora Wańkowicza, stojącego przy kajaku, wykonane z różowego granitu. Na przeciwległym brzegu Pisy, tuż przy bulwarze nadrzecznym umieszczono rzeźbę przedstawiającą książkę „Na tropach Smętka”. Obok znajduje się kamienna tablica z zaznaczoną trasą podróży z 1935 r. przez Prusy Wschodnie, którą odbył wraz z córką po Prusach Wschodnich. Autorem projektu pomnika jest zamieszkały w Nowych Gutach nad Śniardwami absolwent rzeźby – Andrzej Renes.

## Ciekawostki
- W sierpniu 2012 r. szlak kajakowy im. Michała Kajki został wybrany przez internautów najpiękniejszym szlakiem kajakowym na Mazurach[86]. Uczestnicy konkursu zorganizowanego przez Lokalną Grupę Działania Mazurskie Morze mogli wybierać spośród czterech najpopularniejszych kajakowych tras[87][88].